# Jan Kofroň (geograf)
Jan Kofroň (* 1984) je český politický geograf, vojenský analytik a vysokoškolský pedagog.
V roce 2008 absolvoval studium na Přírodovědecké fakultě Univerzity Karlovy (PřF UK) a získal magisterský titul a poté i titul doktora přírodních věd. V roce 2012 získal na PřF UK titul Ph.D. v oboru politická a regionální geografie. Později začal působit jako odborný asistent a zástupce vedoucího katedry na Katedře politologie Institutu politologických studií Fakulty sociálních věd Univerzity Karlovy (IPS FSV UK).
Pravidelně se v různých médiích vyjadřuje na témata aktuálního politického dění, zejména v oblastech vojenství a mezinárodních vztahů (specializuje se na témata geopolitiky či metodologie). Řadu komentářů poskytl médiím na téma ruské invaze na Ukrajinu.